# Powiat Kagawa
Powiat Kagawa (jap. 香川郡 Kagawa-gun) – powiat w Japonii, w prefekturze Kagawa. W 2024 roku liczył 3004 mieszkańców.

## Miejscowości
- Naoshima